# 凱利嶺 (加利福尼亞州)
凱利嶺（英語：Kelly Ridge）是位於美國加利福尼亞州比尤特縣的一個人口普查指定地區。

## 地理
凱利嶺的座標為39°31′34″N 121°28′01″W / 39.52611°N 121.46694°W，而該地最高點為海拔高度320米（即1050英尺）。

## 人口
根據2010年美國人口普查的數據，凱利嶺的面積為5.054平方千米，當中陸地面積為5.054平方千米，而水域面積為0.000平方千米。當地共有人口2544人，而人口密度為每平方千米503人。